# ويليام تومسون (عسكري أمريكي)
ويليام تومسون (بالإنجليزية: William Thompson)‏ هو عسكري أمريكي، ولد في 16 أغسطس 1927 في نيويورك في الولايات المتحدة، وتوفي في 6 أغسطس 1950 في محافظة هامان في كوريا الجنوبية.